# Rockport State Park (Washington)

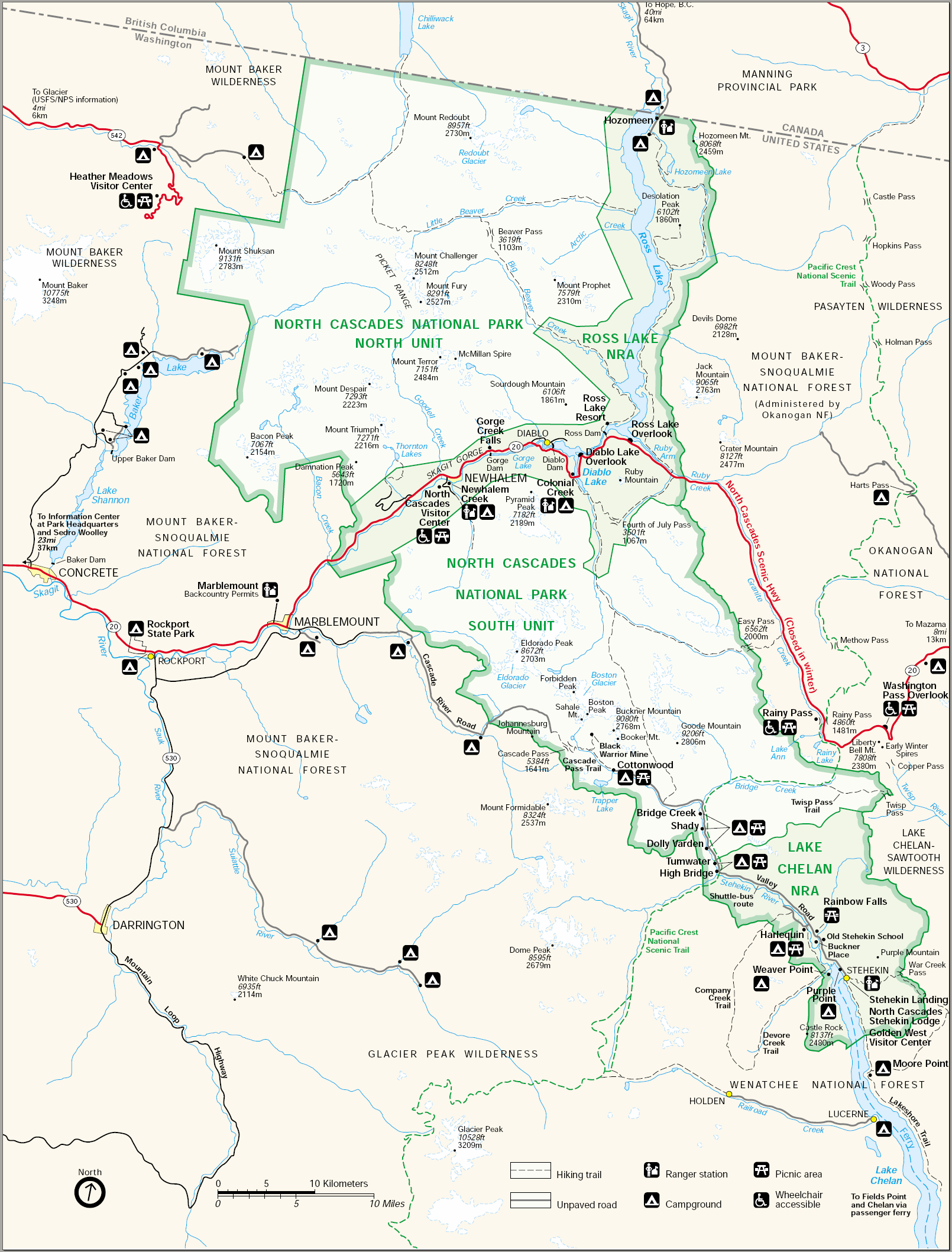
Umgebungskarte, links der Rockport State Park

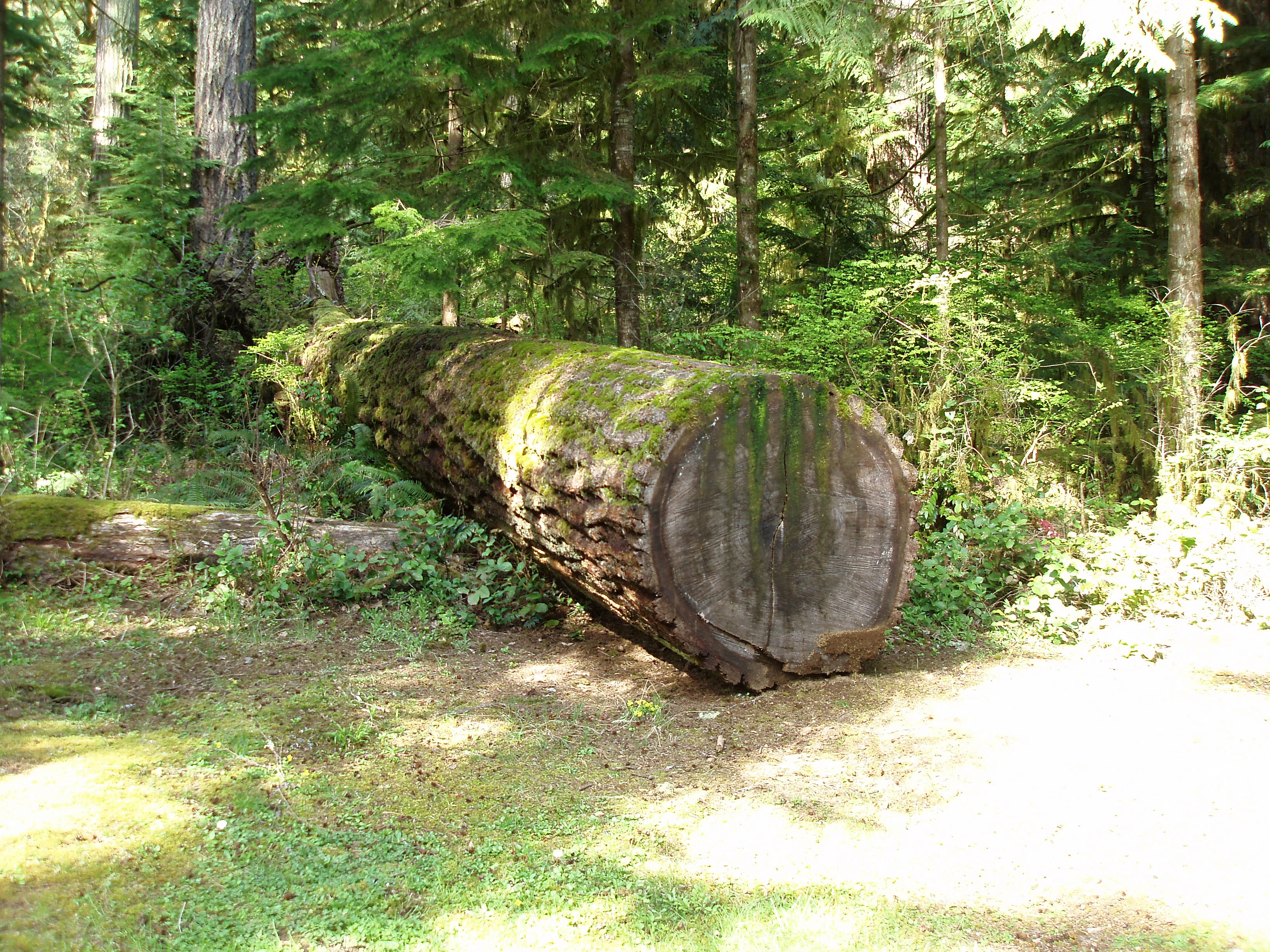
Umgesägter Baumstamm beim ehemaligen Campground

Der Rockport State Park ist ein State Park im US-Bundesstaat Washington nahe Rockport im Skagit County.
Der nur 271 ha große State Park liegt nördlich des Skagit River am Fuße des 1645 m hohen Sauk Mountain. Am westlichen Rand des Schutzgebietes befindet sich der Sauk Mountain Trail, der vom Highway 20 erreichbar ist.
Der alte Baumbestand wurde nie angetastet und ist weitgehend in seinem ursprünglichen Zustand, vergleichbar einem hiesigen Bannwald. Die Baumkronen bilden ein derart dichtes Blätterdach, dass stellenweise kein Sonnenstrahl bis zum Boden vordringt. In Verbindung mit dem feuchten wolkigen Klima ergibt das optimale Bedingungen für einen üppigen Bewuchs an Moosen und Flechten. Im Park befindet sich auch der Gedenkplatz David Douglas Historical Marker für David Douglas, den Entdecker der nach ihm benannten Douglasie und weiterer Pflanzen. Einige der Douglasien im Rockport State Park haben bereits eine Höhe von 75 m erreicht.

## Geschichte
Der Name des 1961 eröffneten Parks leitet sich von der benachbarten Gemeinde Rockport her. Diese wiederum bekam den Namen durch die zahlreichen großen Felsblöcke nahe dem Landungssteg am Skagit River. Der alte Baumbestand des Parks ist augenscheinlich und bedeckt fast eine Fläche von 250 ha. Die Bäume stehen noch, weil sich die Sound Timber Company weigerte, sie als Bauholz zu fällen. Bereits 1935 verkaufte die Holzfirma das Gelände samt Baumbestand für den symbolischen Preis von einem US-Dollar an den Bundesstaat Washington.
Die Campingmöglichkeiten sind auf unbestimmte Zeit geschlossen, weil das Risiko unter den alten Bäumen zu hoch ist.

## Flora und Vegetation
Der urwüchsige Baumbestand besteht in erster Linie aus Zedern, Douglasien, Hemlocktannen, Eiben, Erlen und Ahornbäumen. Am Boden sind Farne und Beeren beheimatet. Äste, Stämme, und Boden sind stellenweise flächig mit Moosen und Flechten bedeckt.